# Andreï Parfenovitch Andreïev
Pour les articles homonymes, voir Andreev.
Andreï Parfenovitch Andreïev (en russe : Андрей Парфёнович Андреев), né le 5 septembre 1855 à Narva et mort le 7 avril 1924  à Belgrade (Yougoslavie) fut kontr-admiral de la Marine impériale de Russie. Il prit part à la Guerre russo-japonaise de 1904-1905 dans le détachement de croiseurs basés à Vladivostok.

## Biographie

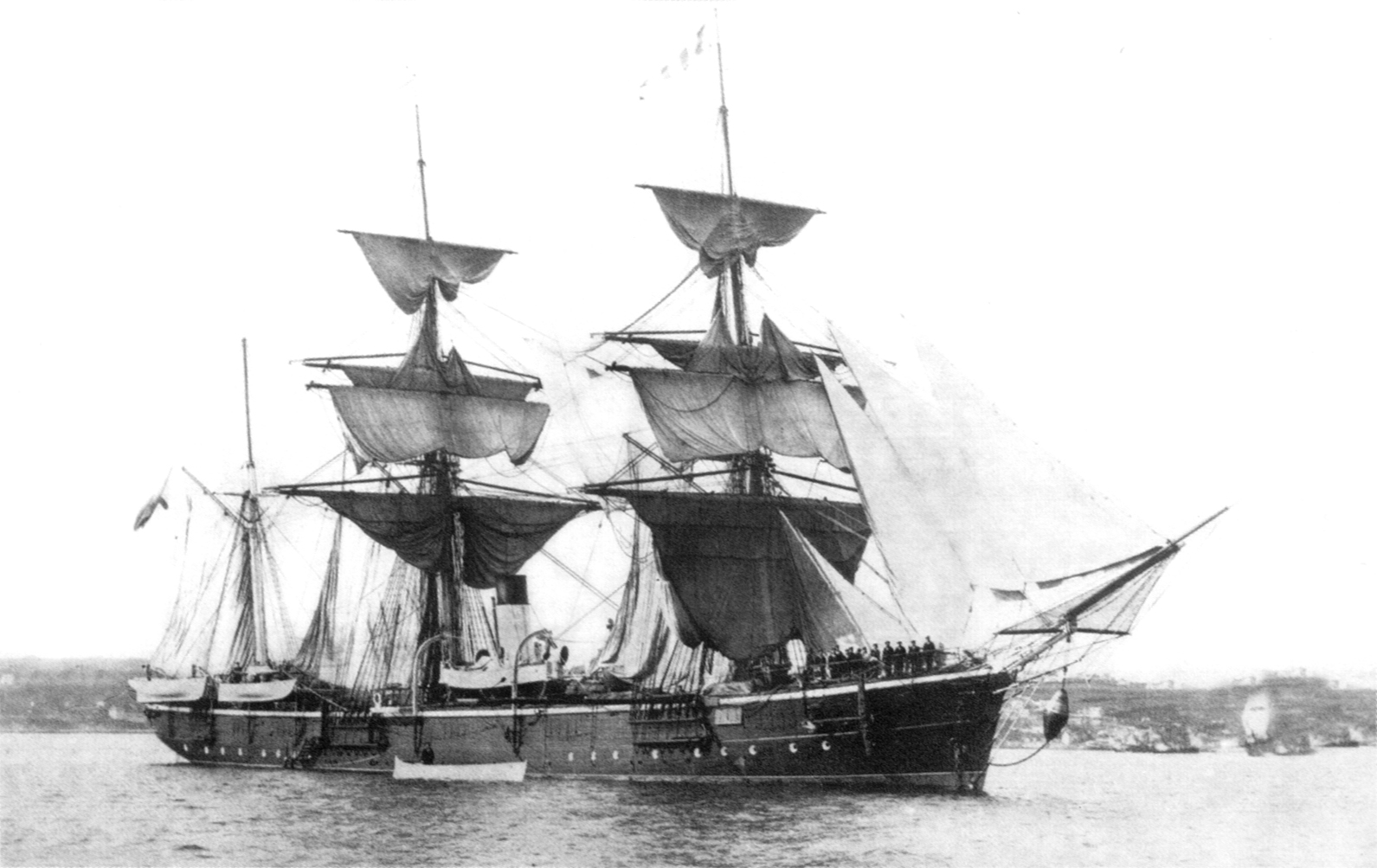
Le Vestnik

- 15 septembre 1872 - Andreï Parfenovitch Andreïev fut élève au Corps naval des Cadets.
- Entre le 30 mai au 19 août 1973 - il servit à bord de la corvette Varyag.
- Du 28 mai au 19 août 1924 - il fut en service sur la corvette Gilyak.
- Du 28 mai au 20 août 1875 - il servit à bord de la corvette Boyard.
- Le 1er mai 1876 - Andreï Parfenovitch Andreïev fut promu garde-marine (grade en vigueur dans la Marine impériale de Russie de 1716 à 1917).
- Le 19 mai 1877 - il fut affecté dans le 4e équipage naval.
- Du 25 mai au 14 septembre 1876 - il servit à bord du Lava.
- Du 26 mai au 14 octobre 1877 - il fut en service sur le Griden.
- Du 1er avril au 10 octobre 1877 - Il servit sur le Tsimbriya.
- Le 20 août 1877 - Andreï Parfenovitch Andreïev fut promu adjudant.
- En 1877 - il entreprit un voyage sur un croiseur acheté par la Russie aux États-Unis.
- Du 5 septembre au 12 octobre 1879 - il servit sur le Zabiaka comme officier de quart.
- Le 1er janvier 1882 - Andreï Parfenovitch Andreïev fut élevé au grade de lieutenant de marine.

Le 7 avril 1882 - il fut transféré au 2e équipage naval.
- 4 mai au 27 septembre 1882 - Il servit à bord du Olaf.
- 23 mai au 1er juillet 1884 - Il servit à bord du Perenest.
- Du 7 avril au 6 septembre 1885 - Il servit à bord de la frégate blindé Amiral Spiridov.
- De 1893 à 1894 - Il fut nommé commandant du destroyer no 52 puis du Sveaborg, il entreprit une expédition dans le golfe de Finlande.
- Le 6 décembre 1894 - Andreï Parfenovitch Andreïev fut promu capitaine 2e classe (grade correspondant à celui de lieutenant-colonel dans l'infanterie ou l'armée de l'air.
- 1895-1896 - Officier à bord du clipper Plastoune.
- 1896-1898 - Officier à bord du croiseur Amiral général, puis sur le Duc d'Édimbourg.
- 27 mai au 17 septembre 1889 - Il servit à bord de la frégate blindée Amiral Général.
- 1889 - Commandant à bord du croiseur Vestnik.
- 27 mai 1902 - Commandant du 2e équipage naval.
- 6 décembre 1902 - Andreï Parfenovitch Andreïev fut promu au grade de capitaine 1re classe (grade correspondant à celui de colonel dans l'infanterie ou l'armée de l'air).
- 5 janvier au 11 octobre 1904 - Il exerça le commandement à bord du croiseur Russie composant le détachement de croiseurs de Vladivostok placé sous les ordres de Karl Petrovitch Jessen.
- 1904 - Démissionna pour raison de santé.
- 18 septembre 1905 - Commandant du 10e équipage naval.
- Commandant temporaire du port de Kronstadt.
- 28 août 1906 - Andreï Parfenovitch Andreïev fut promu au grade de contre-amiral.
- 28 août 1906 - Il fut révoqué pour raison de santé.
- 7 avril 1924 - Exilé, Andreï Parfenovitch Andreïev décéda à Belgrade (Yougoslavie), il fut inhumé dans le nouveau cimetière.

## Distinctions
- 1er janvier 1888 : Ordre de Saint-Stanislas (3e classe)
- 1er janvier 1892 : Ordre de Sainte-Anne (3e classe)
- 1896 : Ordre de Saint-Stanislas (2e classe)
- 1901 : Ordre de Sainte-Anne (2e classe)
- 1904 : Ordre de Saint-Vladimir (3e classe - avec glaives)
- 1904 : Ordre de Saint-Georges (4e classe)

## Sources
- (ru) Cet article est partiellement ou en totalité issu de l’article de Wikipédia en russe intitulé « Андреев, Андрей Парфёнович » (voir la liste des auteurs).